# کمان، بارتین
کمان، بارتین (به ترکی استانبولی: Kaman) یک منطقهٔ مسکونی در ترکیه است که در بارتین واقع شده‌است. کمان ۴۶۷ نفر جمعیت دارد.